# Huei Thamo
Il sito di Huei Thamo (trascritto anche Houei Thamo, o Huay Tômô) si trova alcuni chilometri a sud di Champasak, nel Laos meridionale, su un antico argine sinistro del Mekong, ora arretrato rispetto al corso attuale.
Il monumento principale è un tempio costruito sulla cima di un alto contrafforte in pietra, che proteggeva il terrapieno dalla corrente fluviale. Del sacrario restano solo le fondamenta; sono ancora visibili alcuni brevi tratti del muro di cinta in prossimità di due porte (in sanscrito: gopura), ancora stanti, decorate con rilievi databili alla prima metà del XII secolo.
A Huei Thamo fu rinvenuta una delle iscrizioni fatte incidere dal re Yaśovarman nell'anno della sua ascesa al trono (893 d.C.), in cui si riferisce della fondazione di un āśram intitolato alla dea Rudrāṉī.
Il suo interesse principale sta nella sua localizzazione sulla sponda sinistra del fiume, zona povera di terreni agricoli a differenza della piana di Champasak, che si trova dirimpetto. È possibile che l'insediamento sia sorto per il controllo del traffico fluviale, e come punto di raccordo con le vie commerciali che raggiungevano la costa del Champa (odierno Vietnam centrale) attraverso la Catena Annamitica. 